# Weleda
Weleda è un'azienda multinazionale che produce cosmetici e farmaci naturopatici secondo i principi della filosofia antroposofica, utilizzando ingredienti di origine naturale, biologica o biodinamica.
L'azienda prende il nome dalla «volva» Veleda, cioè da una maga così chiamata, appartenente alla tribù germanica dei Bructeri del I secolo, divenuta celebre nella mitologia norrena.
Oltre ad impiegare energia verde, Weleda aderisce alle direttive dell'Union for Ethical Biotrade (UEBT), un'organizzazione senza scopo di lucro che promuove la biodiversità e lo sviluppo sostenibile.

## Storia
La storia di Weleda ebbe inizio quando Rudolf Steiner, fondatore dell'antroposofia, verso la fine degli anni 10 del XX secolo illustrò la possibilità di un nuovo approccio alla medicina, che tenesse conto degli aspetti spirituali dell'essere umano e mirasse a ridestarne le forze latenti di guarigione.

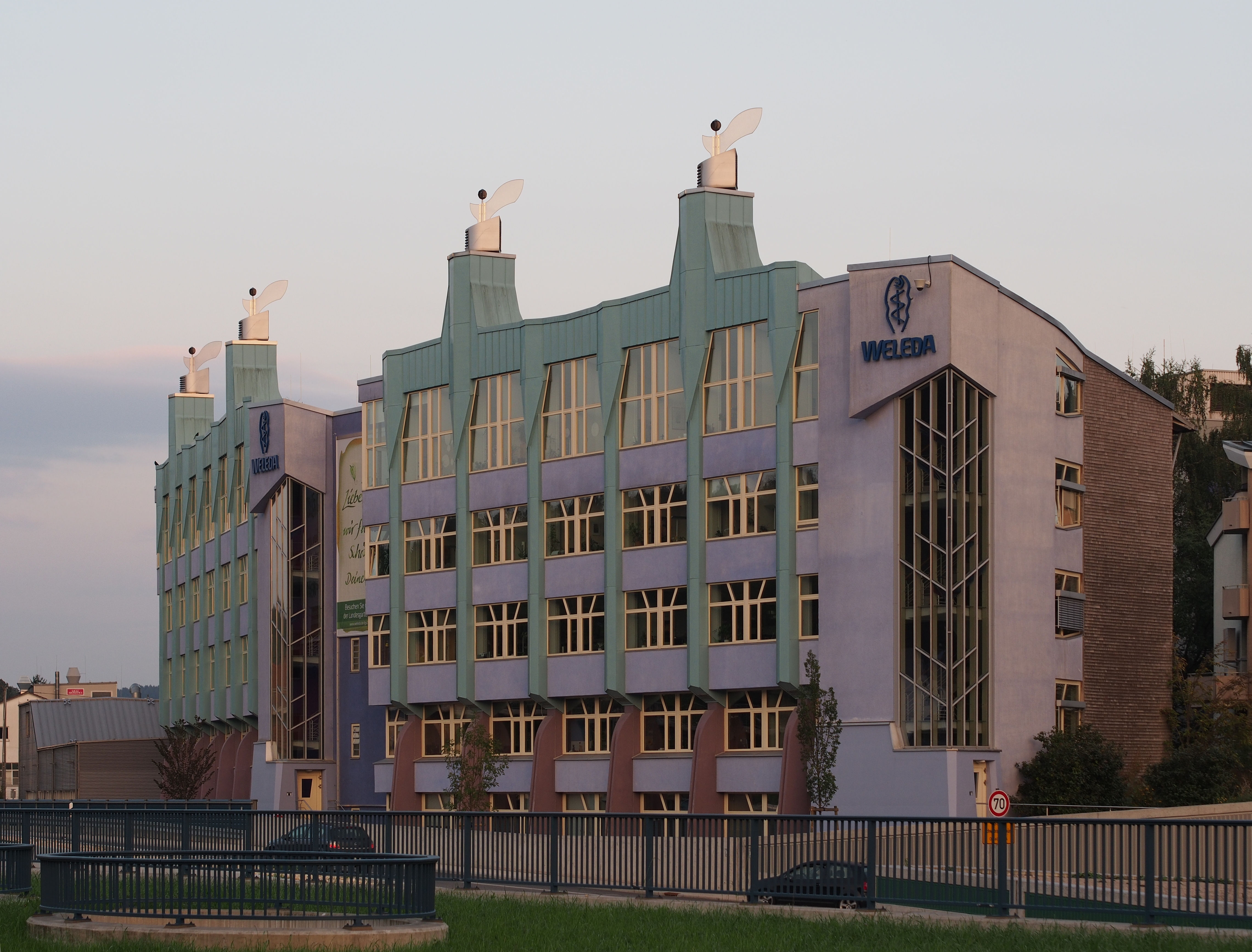
Sede Weleda a Schwäbisch Gmünd, in Germania.

Nel 1920 così, un certo numero di farmacisti e terapeuti, tra cui la dottoressa Ita Wegman e il chimico Oskar Schmiedel, si riunirono sotto la sua guida per fondare "Futurum AG" ad Arlesheim, in Svizzera, e "Der Kommende Tag AG" a Stoccarda, in Germania, che negli anni seguenti si fusero per ragioni finanziarie, finché il nome Weleda fu registrato come marchio unificato il 20 settembre 1924.
Il logo dell'azienda fu progettato dallo stesso Steiner: esso riproduce in forma stilizzata la verga di Asclepio intrecciata con un serpente, ricorrente come simbolo nelle professioni mediche e farmaceutiche.
La nascita di Weleda andava incontro anche agli ideali della Lebensreform, cioè «riforma della vita», un movimento sociale allora diffuso in Germania che sosteneva la medicina alternativa e il cibo salutare. Tra i propositi di Steiner e Wegmar vi era in particolare una forma di terapia scientifica e spirituale che in accordo con la dottrina antroposofica stimolasse le capacità innate del corpo umano di autorisanarsi, col supporto di ingredienti naturali secondo una prospettiva olistica.
Inizialmente l'azienda sviluppava solo farmaci antroposofici, ma col tempo cominciò a realizzare anche prodotti per la cura della pelle basati sulle stesse proprietà dei farmaci.
Dopo la morte di Steiner, che oltre alla prospettiva di una nuova modalità di recupero della salute aveva fornito importanti indicazioni circa la creazione concreta dei rimedi, sebbene non avesse ricoperto alcuna mansione ufficiale nell'azienda, durante il nazismo Weleda riuscì a sopravvivere alla forte avversione del regime nei confronti dell'antroposofia, in quanto ramo di una società svizzera, appartenente cioè a un paese neutrale.
Durante il boom economico europeo negli anni 50 e 60, Weleda ha notevolmente ampliato la sua gamma di prodotti, fondando filiali anche in Italia (1953), Nuova Zelanda (1955), Svezia (1956), Brasile (1959) e Argentina (1965). La domanda globale di cosmetici naturali è cresciuta poi costantemente durante gli anni 90 e oltre. Nel 1992 Weleda era rappresentata in 30 paesi con una gamma di oltre 10.000 prodotti. Nel frattempo ha stabilito altre filiali internazionali, come Weleda Chile (1992), Weleda Peru (1993), Weleda Japan (1999), Weleda Slovakia (2000) e Weleda Finland (2004).

## Prodotti, ingredienti, e filosofia di coltivazione

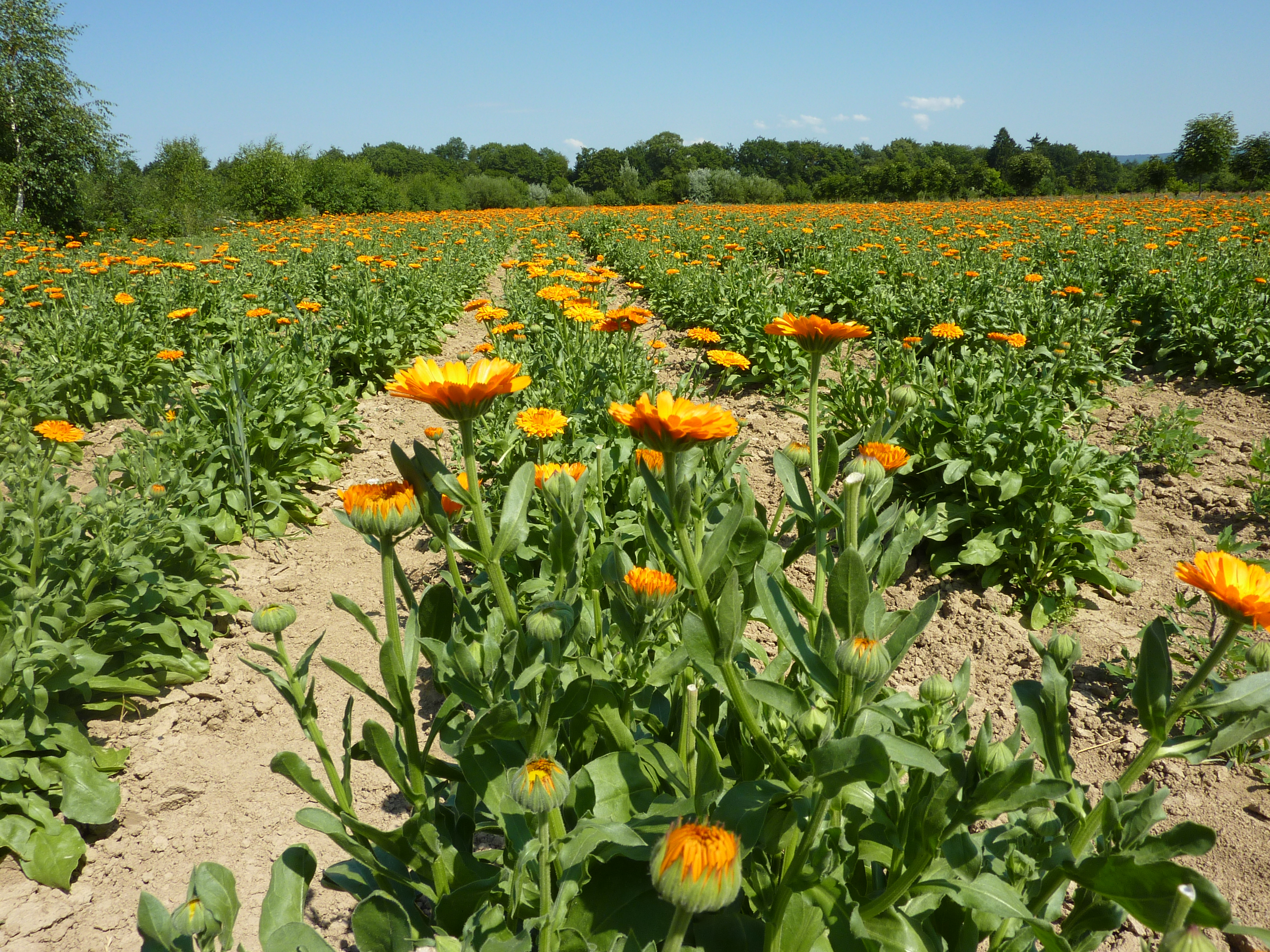
Piantagione di calendule in un giardino di erbe medicinali di Weleda.

Weleda è oggi il più grande produttore mondiale di cosmetici naturali basati su principi olistici, e di prodotti farmaceutici pensati per la medicina antroposofica. Il suo catalogo include una linea completa di prodotti per la cura della pelle, come Weleda Skin Food, articoli per la cura del bambino e della madre, nonché preparati omeopatici, comprendenti estratti di arnica, betulla, calendula, iris, lavanda, rosa selvatica.
Weleda è anche la principale produttrice del concentrato di vischio bianco fermentato (album Viscum), commercializzato col nome di Iscalor. Questo trattamento «pressoché dimenticato dalla medicina moderna, è stato messo, da qualche decennio a questa parte, al centro di una nuova corrente della medicina, dopo che Rudolf Steiner l'ha indicato come base di un medicamento che combatte il carcinoma nelle sue differenti forme».
Gli ingredienti botanici di Weleda vengono coltivati col metodo «biodinamico». Ideato dallo stesso Rudolf Steiner nel 1924, su richiesta di diversi contadini preoccupati dall'impatto negativo sulla natura da parte dei fertilizzanti chimici e dei pesticidi industriali, l'agricoltura biodinamica vede la fattoria come un organismo compiuto e autosufficiente, una sorta di ecosistema vivente basato su concimi naturali, che tenga conto anche delle forze cosmiche e terrestri in cui è inserito. Fertilità del suolo, crescita delle piante e cura del bestiame sono funzioni biologicamente collegate: le colture vengono date agli animali, che producono fertilizzante a sua volta utilizzato per i campi, generando un ciclo naturale completo.
Un altro elemento della filosofia antroposofica a cui si ispira Weleda è il fatto di considerare il corpo e la mente strettamente connessi, oltre a rinvenire una profonda comunione dell'essere umano con la natura. Un organismo stressato tende infatti a sua volta a stressare la pelle, e quindi i rimedi devono poter curare sia l'aspetto fisico che psichico con l'ausilio di essenze rinvigorenti, calmanti o riequilibranti.